# Adriano Leite Ribeiro
Adriano Leite Ribeiro, mest känd som enbart Adriano, född 17 februari 1982 i Rio de Janeiro, är en brasiliansk före detta fotbollsspelare som sist spelade för Miami United. I mitten av sommaren 2012 meddelade Corinthians att de bröt kontraktet med Adriano på grund av missade träningar och lågt intresse.

## Meriter
Klubblag
- Campeonato Carioca:  2000, 2001
- Copa dos Campeões: 2001
- Serie A: 2005, 2006, 2007, 2008, 2009
- Coppa Italia: 2005, 2006
- Supercoppa italiana: 2005, 2006

Internationellt
- Copa América: 2004
- Confederations Cup: 2005
- U17-VM i fotboll: 1999
- Campeonato Sudamericano U20: 2001
- VM: 2006

Individuellt
- Copa América: 2004 – Guldbollen för turneringens bästa spelare och Guldskon för flest mål i turneringen
- Confederations Cup: 2005 – Guldbollen för turneringens bästa spelare och Guldskon för flest mål i turneringen